# Zázračná planeta
Zázračná planeta (též Planeta Země, v anglickém originále Planet Earth) je dokumentární cyklus televize BBC. Dokument namluvil David Attenborough. Tento dokument byl natočen roku 2006 a staví na naprosto unikátních záběrech, které jsou v některých případech i první svého druhu (například v jeskyních). Dokument je informativní a představuje různé ekosystémy planety Země. První díl je úvodní a další se věnují jednotlivým biotopům. Dokument ukazuje život živočichů a to hlavně jak se vypořádávají s přírodními živly, jak se přizpůsobili svému prostředí, jak vychovávají mláďata a jak loví, shání potravu nebo jak unikají před predátorem. Zabývá se rostlinami a prostředím samotným.

## Přehled dílů
1. Od pólu k pólu
2. Hory
3. Sladkovodní svět
4. Jeskyně
5. Pouště
6. Země ledu
7. Travnaté pláně
8. Džungle
9. Mělká moře
10. Lesy mírného pásu
11. Hlubiny oceánu